# Асуфраль
Асуфра́ль (исп. Azufral de Tuquerres) — вулкан в департаменте Нариньо, Колумбия.
Асуфраль — стратовулкан, высотой 4070 метров. Находится в 35 километрах к юго-западу от вулкана Галерас. Рядом с вулканом образовалась кальдера диаметром от 2,5 до 3 километров и комплекс лавовых куполов из риодацитов, возникших в эпоху голоцена. У северо-западной стороны вулкана лежит озеро Лагуна-Верде.
Приблизительно 10—12 лавовых куполов Асуфраля можно увидеть в его кальдере: последние из них возникли около 3600 лет назад. Вулкан извергался около 5 раз, но в историческое время активной вулканической деятельности не зафиксировано. Последнее известное извержение произошло в 930 году до н. э.. На склонах некоторых куполов присутствует фумарольная активность.
В 1971 году в районе вулкана ощущались подземные толчки, которых насчитали порядка 60.